# 河野哲也
河野 哲也（こうの てつや、1963年 - ）は、日本の哲学者。立教大学文学部教育学科教授。専門は、心の哲学・現象学・倫理学・応用倫理学。べてるの家（北海道浦河郡）にて研究活動を行なっている。著書に『メルロ＝ポンティの意味論』（2000年）、『道徳を問いなおす』（2011年）、『境界の現象学』（2014年）など。

## 略歴
1985年3月、慶應義塾大学文学部（哲学科哲学専攻）卒業。1987年3月、同大学院文学研究科修士課程（哲学）修了、同博士後期課程進学。
1993年3月 慶應義塾大学大学院文学研究科博士後期課程単位取得退学。1995年7月、博士（哲学）（慶應義塾大学）（学位論文『メルロ=ポンティの意味論』）。
1997年、防衛大学校人間文化学科助教授。2004年、玉川大学文学部人間学科助教授。2008年、立教大学文学部教育学科教授。
2001年、財団法人防衛大学校学術・教育振興会 山崎賞奨励賞。2019年、NHK第46回日本賞（Japan Prize）幼児向け部門  優秀賞。

## 著作
- 『レポート・論文の書き方入門』（慶應義塾大学出版会） 1997年
- 『メルロ＝ポンティの意味論』（創文社） 2000年
- 『エコロジカルな心の哲学：ギブソンの実在論より』（勁草書房） 2003年
- 『環境に拡がる心：生態学的哲学の展望』（勁草書房） 2005年
- 『<心>はからだの外にある』（NHKブックス） 2006年
- 『善悪は実在するか：アフォーダンスの倫理学』（講談社選書メチエ） 2007年
- 『暴走する脳科学：哲学・倫理学からの批判的検討』（光文社新書） 2008年
- 『意識は実在しない：心・知覚・自由』（講談社選書メチエ） 2011年
- 『エコロジカル・セルフ』（ナカニシヤ出版、クロスロード・パーソナリティ・シリーズ） 2011年
- 『道徳を問いなおす：リベラリズムと教育のゆくえ』（ちくま新書） 2011年
- 『「こども哲学」で対話力と思考力を育てる』（河出書房新社） 2014年
- 『境界の現象学：始原の海から流体の存在論へ』（筑摩書房） 2014年　ISBN 978-4-480-01602-7
- 『現象学的身体論と特別支援教育：インクルーシブ社会の哲学的探究』（北大路書房） 2015年
- 『いつかはみんな野生にもどる：環境の現象学』（水声社） 2016年
- 『じぶんで考えじぶんで話せるこどもを育てる哲学レッスン』（河出書房新社） 2018年
- 『人は語り続けるとき、考えていない：対話と思考の哲学』（岩波書店） 2019年
- 『対話ではじめるこどもの哲学：道徳ってなに?』全4巻（童心社） 2019年
- 『問う方法・考える方法：「探究型の学習」のために』（ちくまプリマー新書） 2021年
- 『間合い 生態学的現象学の探究』（東京大学出版会、知の生態学の冒険 J・J・ギブソンの継承 2） 2022年
- 『アフリカ哲学全史』（ちくま新書）2024年
- 『教育哲学講義：子ども性への回帰と対話的教育』（勁草書房）2025年

### 共編著
- 『組織不正の心理学』（蘭千壽共編、慶應義塾大学出版会） 2007年
- 『大学生のための「読む・書く・プレゼン・ディベート」の方法』（松本茂共著、玉川大学出版部） 2007年
- 『環境のオントロジー』（染谷昌義, 齋藤暢人共編著、春秋社） 2008年
- 『科学技術倫理学の展開』（石原孝二共編、玉川大学出版部） 2009年
- 『自立と福祉』（庄司洋子, 菅沼隆, 河東田博共編、現代書館） 2013年
- 「知の生態学的転回」全3巻（村田純一, 佐々木正人, 染谷昌義共編、東京大学出版会） 2013年
  1. 『身体』
  2. 『技術』
  3. 『倫理』
- 『子どもの哲学』（土屋陽介, 村瀬智之, 神戸和佳子共著、毎日新聞出版） 2015年
- 『この世界のしくみ 子どもの哲学 2』（土屋陽介, 村瀬智之, 神戸和佳子, 松川絵里共著、毎日新聞出版） 2018年
- 『ゼロからはじめる哲学対話』 （河野哲也編、ひつじ書房、哲学プラクティス・ハンドブック） 2020年
- 『アフォーダンス：そのルーツと最前線』（田中彰吾共著、東京大学出版会、知の生態学の冒険 J・J・ギブソンの継承 9） 2023年

### 翻訳
- 『心と身体の哲学』（スティーヴン・プリースト、木原弘行共訳、勁草書房） 1999年
- 『ギブソンの生態学的心理学：その哲学的・科学史的背景』（T・L・ロンバード、古崎敬, 境敦史と監訳、勁草書房） 2000年
- 『企業倫理学 2』 （T・L・ビーチャム, N・E・ボウイ編、共訳、梅津光弘監訳、晃洋書房） 2001年
- 『大学で学ぶ議論の技法』（T・W・クルーシアス, C・E・チャンネル、杉野俊子, 中西千春共訳、慶應義塾大学出版会） 2004年
- 『ギブソン心理学論集：直接知覚論の根拠』（J・J・ギブソン、境敦史共訳、勁草書房） 2004年
- 『心を名づけること：心理学の社会的構成』（カート・ダンジガー、監訳、勁草書房） 2005年
- 『質的心理学研究法入門 リフレキシビティの視点』（P・バニスター, E・バーマン, I・パーカー, M・テイラー, C・ティンダール、五十嵐靖博と監訳、田辺肇, 金丸隆太共訳、新曜社） 2008年
- 『感情と法 現代アメリカ社会の政治的リベラリズム』（マーサ・ヌスバウム監訳、木原弘行, 石田京子, 齋藤瞳, 宮原優, 花形恵梨子, 圓増文共訳、慶應義塾大学出版会） 2010年
- 『中学生からの対話する哲学教室』（シャロン・ケイ, ポール・トムソン、監訳、安藤道夫, 木原弘行, 土屋陽介, 松川絵里, 村瀬智之訳、玉川大学出版部） 2012年
- 『スティル・ライブズ』（ジョナサン・コール、松葉祥一共監訳、稲原美苗, 齋藤瞳, 宮原克典, 宮原優共訳、法政大学出版会） 2013年
- 『探求の共同体：考えるための教室』（マシュー・リップマン、土屋陽介, 村瀬智之共監訳、玉川大学出版部） 2014年
- 『クレイジー・イン・ジャパン』（カレン中村、石原孝二共監訳、飯塚理恵, 池田喬, 稲原美苗, 片岡雅知, 高江可奈子, 高崎麻菜, 水谷みつる訳、医学書院） 2014年